# Omar Ruiz
Pour les articles homonymes, voir Ruiz.
Omar Ruiz, né le 19 juin 2000, est un coureur cycliste vénézuélien.

## Biographie
En juin 2019, il termine quatrième du championnat du Venezuela du contre-la-montre et remporte le titre chez les espoirs (moins de 23 ans).

## Palmarès
- 2018
  - 2e du championnat du Venezuela sur route juniors
- 2019
  -  Champion du Venezuela du contre-la-montre espoirs

## Classements mondiaux
| Année            | 2019 |
| ---------------- | ---- |
| UCI America Tour | 186e |